# Fridrih Šlejermaher
Fridrih Šlejermaher (Breslau, 21. novembar 1768 — Berlin, 12. februar 1834) nemački je filozof, teolog i profesor, jedan od najznačajnijih predstavnika protestantske teologije i utemeljitelj savremene filozofske hermeneutike.

## Biografija
Šlejermaher je rođen 1768. u Breslau, gradu u Šleskoj pokrajini tadašnje Kraljevine Pruske (danas Wroclav u Poljskoj). Njegov deda Danijel bio je pastor povezan s cionitima, a otac Gotleb kalvinistički kapelan u pruskoj vojsci. Fridrich je školovanje započeo u moravskoj školi u Niskiju u Gornjoj Lužici i Barbiju kod Magdeburga, međutim pijetistička moravska teologija nije ga zadovoljila i uz očev nevoljni pristanak upisao se na Univerzitet u Haleu, instituciju koja je prigrlila racionalistički duh Vulfa i Semlera.
Još u ranim tekstovima Šlejermaher je razrađivao shvaćanje religije kao sentimenta direktne zavisnosti od beskonačnog, prema kojem je individua isključivo samoprikaz beskonačnog i njegovo pojedinačno postojanje. Saglasno tom počivanjem na grudima beskonačnog, pojedinac može prekoračiti svoju prostorno-vremensku uslovljenost odnosno „ropsko bitisanje” Kantove transcendentalne filozofije. Na osnovi pretpostavki da je bit religije zrenje i osećaj univerzuma, osluškivanje i prepuštanje njegovim vlastitim prikazima i radnjama, Šlejermaher je izgradio vlastiti filozofski sistem koji se temelji na uvidu u jedinstvo uma i prirode. Dok se prirodne nauke bave ozbiljenjem prirode u umu, duhovne nauke osvetljuju tok samoozbiljenja duha u prirodi kao temelj filozofije kulture. Prema Šlejermaheru, granična „normativna” nauka među njima je dijalektika, kao platonski razumljeno „umijeće vođenja razgovora” radi same istine. To podrazumeva da je nauka dijaloška zajednica istraživača u kojoj naučne spoznaje dobivaju svoju proveru i verifikaciju. Ovim je postavio pravac savremenim teorijama intersubjektivno posredovane spoznaje i komunikacijske zajednice uopšteno.
Još je važnije njegovo utemeljenje filozofijske hermeneutike. Saglasno učenju Vulfa, Ernestija, Morusa i naročito Karl Wilhelm Friedrich SchlegelŠlegela, Šlejermaher je smatrao da se svakom tekstu pa tako i Bibliji treba pristupiti kao jezično-umetničkom proizvodu njegovih autora. Pri takvom zadatku uspostavio je i kanon „hermeneutičkog kruga” odnosno načelo da se tekstualna celina mora tumačiti iz svojih delova (i obratno). Misija razumevanja uvek se nalazi u frikciji između individualno-produktivnog i opštejezičnog, između individualnih misli i opštih načela govora. S obzirom na to, Šlejermaher je razlikovao gramatičku i psihološku interpretaciju – dok se gramatička bavi razumevanjem govora tj. time šta govornik čini od jezika i njegovih elemenata, tehnička i psihološka interpretacija bave se mislima, tj. unutarnjim govorom (meditacija) i njegovim izvanjskim priopštenjem (kompozicija), te nastankom toka glavnih i sporednih misli. Tek kada se uzmu zajedno, takve interpretacije omogućuju celinu razumevanja. Univerzalnost Šlejermaherove hermeneutike ponajpre je u njenom zahtevu za „razumevanjem tuđega govora” uopšte, čime ona postaje primenljiva na sva područja čovekovog stvaralaštva.
Od 1804. do 1807. Šlejermaher je radio kao profesor na Univerzitetu u Haleu, a 1810. bio je jedan od utemeljitelja Univerziteta u Berlinu. Jedno vreme obavljao je i dužnost sekretara Pruske akademije nauka. Godine 1809. venčao se sa Henrijetom fon Vilič i 11 godina kasnije dobio sina Nataniela čija je smrt u dobi od samo devet godina ostavila je dubok trag na Šlejermahera. Preminuo je u Berlinu 1834. od pneumonije, u 65. godini života.

## Radovi
Pod naslovom Gesamtausgabe der Werke Schleiermachers in drei Abteilungen, Šlejermaherovi radovi su prvi put objavljeni u tri sekcije:
1. Teologija (11 tomova)
2. Propovedi (10 tomova, 1873–1874, 5 tomova)
3. Filozofija i razno (9 tomova, 1835–1864).

Takođe pogledajte  (Berlin, 1834ff.), i  (Lajpcig, 1910) u četiri toma.
Drugi radovi:
- (3. izdanje 1902).
- Aus Schleiermachers Leben in Briefen (Berlin, 1858–1863, in 4 vols., correspondence).
- Leben Schleiermachers. Vol. 1. Ed. Wilhelm Dilthey. Berlin: Reimer, 1870. (Correspondence from 1768–1804).
  - The Life of Schleiermacher as Unfolded in His Autobiography and Letters. Vol. 1 and Vol. 2. Tr. F. Rowan. London: 1860.
- Friedrich Schleiermacher, ein Lebens- und Charakterbild. D. Schenkel, 1868 (bazirano na selekciji pisama).

Moderna izdanja:
- Brief Outline for the Study of Theology (Kurze Darstellung des theologischen Studiums zum Behuf einleitender Vorlesungen, 1830).
  - 1850 text tr. by William Farrer, Edinburgh.
  - 1966 text tr. by Terrence Tice, Richmond, VA.
- The Christian Faith in Outline (2nd ed. of Der Christliche Glaube, 1830–1).
  - 1911 condensed presentation tr. and ed. by George Cross, The Theology of Friedrich Schleiermacher. Chicago: University of Chicago Press, 1911.
  - 1922 outline tr. by D. M. (Donald Macpherson) Baillie, Edinburgh: T. & T. Clark.
  - 1999 text tr. by H. R. MacKintosh, ed. J. S. Stewart. Edinburgh: T. & T. Clark. Paperback.  978-0-567-08709-6..
- Christmas Eve: A Dialogue on the Incarnation (Die Weihnachtsfeier: Ein Gespräch, 1826).
  - 1890 text tr. by W. Hastie, Edinburgh: T. & T. Clark.
  - 1967 text tr. by Terrence Tice, Richmond, VA: Scholars Press.
- Dialectic, or, The Art of Doing Philosophy: A Study Edition of the 1811 Notes (Schleiermachers Dialektik, 1903). Tr. Terrence Tice. Atlanta, GA: Scholars Press, Paperback. Schleiermacher, Friedrich (2000). Schleiermachers Dialektik. Scholars Press. ISBN 978-0-7885-0293-4.
- („(”. Monologues. 2003. ISBN 978-0-7734-6628-9., 1800), tr. Edwina G. Lawler, Edwin Mellen Press, hardcover.
- Selected Sermons of Schleiermacher. Tr. Mary F. Wilson. London: Hodder and Stoughton, 1890.
- Schleiermacher's Introductions to the Dialogues of Plato, trans. William Dobson. reprint, New York: Arno Press, 1973; reprint, Charleston, SC: BiblioBazaar, 2009. Paperback. Schleiermacher's Introductions to the Dialogues of Plato. Cambridge J. & J.J. Deighton. 1836. ISBN 978-1-116-55546-2..
- Lectures on Philosophical Ethics (Grundriss der philosophischen Ethik, 1841). Tr. Louise Adey Huish. Cambridge: Cambridge University Press, Paperback. Friedrich Schleiermachers Grundriss der philosophischen Ethik. Berlin, G. Reimer. 2002. ISBN 978-0-521-00767-2.
- The Life of Jesus. 1997. ISBN 978-1-888961-04-1., tr. S. Maclean Gilmour. Sigler Press Paperback.
- A Critical Essay on the Gospel of Luke (Űber die Schriften des Lukas: ein kritischer Versuch, 1817). London: Taylor, 1825.
- Hermeneutics and Criticism and Other Writings (Hermeneutik und Kritik mit besonderer Beziehung auf das Neue Testament, 1838). Tr. Andrew Bowie. Cambridge University Press, 1998 Paperback. Schleiermacher, Friedrich (1838). Hermeneutik und Kritik mit besonderer Beziehung auf das Neue Testament. Cambridge University Press. ISBN 978-0-521-59848-4.
- On Creeds, Confessions And Church Union: "That They May Be One". 2004. ISBN 978-0-7734-6464-3., tr. Iain G. Nicol. Edwin Mellen Press hardcover.
- On Freedom, trans. A. L. Blackwell. Lewiston, NY: Edwin Mellen, 1992.
- On the Glaubenslehre: Two Letters to Dr. Lucke (Schleiermachers Sendschreiben über seine Glaubenslehre an Lücke). Tr. James Duke and Francis Fiorenza. Atlanta, GA: Scholars Press, 1981.
- On the Highest Good, trans. H. V. Froese. Lewiston, NY: Edwin Mellen Press, 1992.
- On Religion: Speeches to its Cultured Despisers (Über die Religion: Reden an die Gebildeten unter ihren Verächtern, three editions: 1799, 1806, 1831)
  - 1799 text tr. Richard Crouter, Cambridge: Cambridge University Press, Paperback. 1996.  978-0-521-47975-2.
  - 1893 text tr. by John Oman, Louisville: Westminster John Knox Press, Paperback. Schleiermacher, Friedrich (1994). On religion; speeches to its cultured despisers. Westminster John Knox Press. ISBN 978-0-664-25556-5.
- On the Worth of Life (Űber den Wert des Lebens), trans. E. Lawlor, T. N. Tice. Lewiston, NY: Edwin Mellen, 1995.
- Soliloquies, trans. Horace L. Friess. Chicago, 1957.
- Toward a Theory of Sociable Conduct and Essays in Its Intellectual-Cultural Context. ISBN 978-0-7734-8938-7., tr. Ruth Drucilla Richardson. Edwin Mellen Press, 1996 hardcover.
- Selected Sermons of Schleiermacher, tr. Mary F. Wilson. Wipf & Stock Publishers, Paperback. Schleiermacher, Friedrich (2004). Selected sermons of Schleiermacher. Wipf and Stock Publishers. ISBN 978-1-59244-602-5.

## Literatura
- Chisholm, Hugh, ур. (1911). „Schleiermacher, Friedrich Daniel Ernst”.  (на језику: енглески) (11 изд.). Cambridge University Press.
- Heinrich Fink: Begründung der Funktion der Praktischen Theologie bei Friedrich Daniel Ernst Schleiermacher: Eine Untersuchung anhand seiner praktisch-theologischen Vorlesungen. Berlin 1966 (Berlin, Humboldt-U., Theol. F., Diss. v. 25. Jan. 1966) [master's thesis]
- Wilhelm Dilthey: Leben Schleiermachers, ed. M. Redeker, Berlin 1966
- Falk Wagner: Schleiermachers Dialektik. Eine kritische Interpretation, Gütersloh 1974
- Brian A. Gerrish: A Prince of the Church. Schleiermacher and the Beginnings of Modern Theology, London / Philadelphia 1984
- Kurt-Victor Selge (ed.): Internationaler Schleiermacher-Kongreß Berlin 1984 (Zwei Teilbände), Berlin / New York 1985
- Günter Meckenstock: Deterministische Ethik und kritische Theologie. Die Auseinandersetzung des frühen Schleiermacher mit Kant und Spinoza 1789–1794, Berlin / New York 1988
- Hans-Joachim Birkner: Schleiermacher-Studien. (Schleiermacher-Archiv. Band 16), Berlin / New York 1996
- Julia A. Lamm: The Living God: Schleiermacher's Theological Appropriation of Spinoza, University Park, Pennsylvania 1996
- Ulrich Barth / Claus-Dieter Osthövener (Hg.), 200 Jahre "Reden über die Religion". Akten des 1. Internationalen Kongresses der Schleiermacher-Gesellschaft Halle, 14.–17. 03 1999 (Schleiermacher Archiv 19), Berlin / New York 2000
- Kurt Nowak: Schleiermacher. Leben, Werk und Wirkung. Göttingen: Vandenhoeck & Ruprecht, 2001.
- Matthias Wolfes: Öffentlichkeit und Bürgergesellschaft. Friedrich Schleiermachers politische Wirksamkeit, Berlin / New York 2004
- Lundberg, Phillip (2005). Tallyho – The Hunt for Virtue: Beauty, Truth and Goodness – Nine Dialogues by Plato. AuthorHouse. ISBN 978-1-4184-4976-6.
- Christof Ellsiepen: Anschauung des Universums und Scientia Intuitiva. Die spinozistischen Grundlagen von Schleiermachers früher Religionstheorie, Berlin / New York 2006
- Walter Wyman, Jr (јул 2007). „The Role of the Protestant Confessions in Schleiermacher’s The Christian Faith”. The Journal of Religion. 87: 355—385.
- Christentum – Staat – Kultur. Akten des Kongresses der Internationalen Schleiermacher-Gesellschaft in Berlin, March 2006. Hrsg. von Andreas Arndt, Ulrich Barth and Wilhelm Gräb (Schleiermacher-Archiv 22), De Gruyter: Berlin / New York 2008
- Barth, Karl. The Theology of Schleiermacher. trans. Geoffrey Bromiley. Grand Rapids, Michigan: Eerdmans, 1982.
- Barth, Karl. "Schleiermacher," in Protestant Theology from Rousseau to Ritschl. New York: Harper, 1959. Ch. VIII, pp. 306–354.
- Brandt, R. B. The Philosophy of Schleiermacher: The Development of his Theory of Scientific and Religious Knowledge. Westport, CT: 1968.
- Crouter, Richard. Friedrich Schleiermacher: Between Enlightenment and Romanticism. Cambridge: Cambridge University Press: 2008.
- Gadamer, Hans-Georg. Truth and Method, 2nd revised ed. tr. Joel Weinsheimer and Donald . Marshall. New York: Continuum, 1994.
- Kenklies, K. (2012). „Educational theory as topological rhetoric. The concepts of pedagogy of Johann Friedrich Herbart and Friedrich Schleiermacher”. Studies in Philosophy and Education. 31 (3): 265—273. S2CID 255065853. doi:10.1007/s11217-012-9287-6.
- Kenklies, Karsten. "Schleiermacher, Friedrich Daniel Ernst". In Encyclopedia of Educational Theory and Philosophy. Edited by D.C. Phillips. Thousand Oaks: SAGE Publications, 2014, pp. 733–735.
- Kirn, O. "Schleiermacher, Friedrich Daniel Ernst." The New Schaff-Herzog Encyclopedia of Religious Knowledge. Vol. X. New York: Funk and Wagnalls, 1911. pp. 240–246.
- Mariña, Jacqueline, ed. The Cambridge Companion to Schleiermacher. Cambridge: Cambridge University Press, 2005.
- Munro, Robert. Schleiermacher: Personal and Speculative. Paisley: A. Gardner, 1903.
- Niehbuhr, Richard R. Schleiermacher on Christ and Religion: A New Introduction. New York: Scribners, 1964.
- Park, Jae-Eun. "Schleiermacher's Perspective on Redemption: A Fulfillment of the coincidentia oppositorum between the Finite and the Infinite in Participation with Christ." Journal of Reformed Theology 9/3 (2015): 270-294.
- Selbie, W. E. Schleiermacher: A Critical and Historical Study. New York: Dutton, 1913.
- Kerber, Hannes. "Strauss and Schleiermacher. An Introduction to 'Exoteric Teaching". In Reorientation: Leo Strauss in the 1930s. Edited by Martin D. Yaffe and Richard S. Ruderman. New York: Palgrave, 2014, pp. 203–214.
- Berman, Antoine. L'épreuve de l'étranger. Culture et traduction dans l'Allemagne romantique: Herder, Goethe, Schlegel, Novalis, Humboldt, Schleiermacher, Hölderlin. 1984. ISBN 978-2-07-070076-9., Paris, Gallimard, Essais.

## Spoljašnje veze
- Fridrih Šlejermaher на сајту Internet Archive (језик: енглески)
- Fridrih Šlejermaher на сајту LibriVox (језик: енглески)
- Zalta, Edward N. (ур.). „Friedrich Daniel Ernst Schleiermacher”. Stanford Encyclopedia of Philosophy.
- Fridrih Šlejermaher на веб-сајту  (језик: енглески)
- Infography about Friedrich Schleiermacher
- Böhme, Traugott (1920). „Schleiermacher, Friedrich Ernst Daniel”. Encyclopedia Americana.